# Porque el amor manda
Porque el amor manda es una telenovela mexicana de comedia romántica producida por Juan Osorio para Televisa en el 2012. Es una adaptación de la telenovela colombiana realizada en 2011, El secretario de Caracol Televisión. 
Está protagonizada por Fernando Colunga y Blanca Soto, junto con Claudia Álvarez, Erick Elías, Beatriz Morayra, Raúl Buenfil y Marco Corleone en los roles antagónicos. Acompañados por Jorge Aravena, Carmen Salinas, María Elisa Camargo, Alejandro Ávila y Julissa.

## Sinopsis
Jesús García (Fernando Colunga) vive en Estados Unidos estudiando y trabajando después de ser víctima de un fraude que lo arruinó seis años atrás. Un día, descubre por medio de su compañero de cuarto que tiene una hija llamada Valentina (María José Mariscal) con su exnovia Verónica (Claudia Álvarez) nacida después de irse a vivir a Estados Unidos. 
Por este motivo, vuelve a Monterrey, su tierra natal, por medio de un delincuente llamado Uri Petrovsky (Marco Corleone) al que conoce cuando lo atropella mientras reparte pizzas. El delincuente acepta ayudarle con la condición de llevar una maleta a un orfanato. Jesús acepta las condiciones sin saber que hay más de un millón de dólares en la maleta, por lo que lo detienen y en el aeropuerto de Monterrey. Después de interrogarlo, los guardias lo dejan salir en libertad condicional, pero con antecedentes penales. 
Al soltarlo va a conocer a su hija, Verónica le advierte que para poder estar cerca de ella debe de tener un trabajo y una vida digna, por lo que Jesús busca empleo en la ciudad. Los antecedentes penales son impedimentos para Jesús, pero cuando llega a AVON a una entrevista de trabajo se topa con la Licenciada Alma Montemayor (Blanca Soto), ejecutiva de la empresa, a la que salva de un accidente. 
Tras varios problemas, Jesús queda contratado como secretario, cosa que al principio no le gusta nada, pero después se conforma con el trabajo. Sin embargo, Jesús tendrá que lidiar con las burlas de sus compañeros y compañeras, de su jefe, el Licenciado Fernando Rivadeneira (Alejandro Ávila) y, sobre todo, del director regional de AVON: Rogelio Rivadeneira (Erick Elías), hermano de Fernando. Aun así, Jesús vivirá experiencias inolvidables y varios sucesos cómicos con Alma, y todo lo que suceda será... Porque el amor manda.

## Reparto
- Fernando Colunga - Jesús García Navarro
- Blanca Soto - Alma Montemayor Mejía
- Erick Elías - Rogelio Rivadeneira Ruvalcaba
- Claudia Álvarez - Verónica Hierro
- Jorge Aravena - Elías Franco
- Carmen Salinas - Luisa "Chatita" Herrera
- María Elisa Camargo - Patricia Zorrilla
- Julissa - Susana Arriaga
- Alejandro Ávila - Fernando Rivadeneira Ruvalcaba
- Antonio Medellín - Pánfilo Pérez
- Kika Edgar - Xóchitl Martínez
- Violeta Isfel - Maricela Pérez
- Darío Ripoll - Oliverio Cárdenas
- Beatriz Morayra - Martha Ferrer / Marcia Ferrer
- Rubén Cerda - Gilberto Godínez
- Ricardo Fastlicht - Ricardo Bautista
- Ricardo Margaleff - Julio Pando
- Jeimy Osorio - Jéssica Reyes
- María José Mariscal - Valentina Franco Hierro / Valentina García Hierro
- Ricardo Kleinbaum - Malvino Guerra
- Ninel Conde - Discua Paz de la Soledad
- Luis Couturier - Sebastián Montemayor
- Sussan Taunton - Agente Delia Torres
- Juan Ignacio Aranda - Máximo Valtierra Treviño
- Raúl Buenfil - Lic. Cantú
- Marco Corleone - Uri Petrovsky
- Yhoana Marell - Minerva
- Mago Rodal - Domitila
- David Ostrosky - Lic. Astudillo
- Ilithya Manzanilla - Lic. Cynthia Cabello
- Andrea Torre - Aída Bianchi
- Eugenio Cobo - Padre Domingo
- Paulina Vega - Nancy
- Emmanuel Lira - Melchor
- Mario Discua - Gaspar
- Adriana Laffan - Begoña de Godínez
- Julio Arroyo - Remigio
- Rafael del Villar - Eugenio
- Luis Bayardo - Hernán
- Alejandra Robles Gil - Alejandra
- Ivonne Soto - Ivonne
- Daniela Amaya - Romina
- Thelma Tixou - Genoveva
- Laura Denisse - Laura
- Mercedes Vaughan - Bárbara Martínez
- Nuria Bages - Teté Corcuera
- Helena Guerrero - Lic. Vivian
- María José - Lic. María José
- Marilyz León - Raymunda "Ray"
- Michelle López - Renato
- Thaily Amezcua - Virginia "Viggie"
- Elizabeth Guindi - Valeria
- Paul Stanley - Melquiades Quijano
- Claudia Silva - Augusta Constante Durán
- Humberto Elizondo - Augusto Constante
- Gerardo Albarrán - Nick Donovan
- Pepe Olivares - Saturnino
- Paola Archer - Jueza Gisela
- Norma Lazareno - Tracy Rodríguez
- Mauricio Martínez - Héctor Rodríguez
- Eduardo Carbajal - Dr. Isalas
- Kelchie Arizmendi - Doctora Muñiz
- Jorge Pondal - Luigi Ferrari
- Iván Caraza - Doctor Gutiérrez
- Marco Méndez - Diego Armando Manríquez
- Arath de la Torre - Francisco "Pancho" López Fernández / Francisco Corcuera Peñaloza
- Mayrín Villanueva - Rebeca Treviño Garza
- Alicia Machado - Candelaria "Candy" de los Ángeles López Fernández
- Mónica Dossetti - Cassandra
- Marco Di Mauro - Él mismo
- Grupo Matute - Ellos mismos
- Mariano Osorio - Él mismo
- Moisés Muñoz - Portero del Club América
- Miguel Layún - Jugador del Club América
- Andrés Bonfiglio - Detective
- Marco Uriel - Teniente Enrique Suárez
- Emilio Osorio - Quico Cárdenas
- Jorge Alberto Suárez - Champiñón
- Alejandro Duran - Monstruo
- Álvaro de Silva - Darwin
- Catalina López - Hiena
- Yekaterina Kiev - Candela
- Ricardo de León - Recepcionista
- Alma Cero - Luisa López
- América Sierra - Ella misma
- 3BallMTY - Ellos mismos
- Ilse Ikeda - Maestra de Inglés
- Ramsés Alemán - Policía
- Marisol Martín - amiga de Marisela

## DVD
El Grupo Televisa lanza a la venta en formato DVD sus novelas.

## Premios y nominaciones
| Año  | Premio                    | Categoría                   | Nominados                      | Resultados |
| ---- | ------------------------- | --------------------------- | ------------------------------ | ---------- |
| 2013 | Premios People en Español | Mejor telenovela            | Mejor telenovela               | Ganadora   |
| 2013 | Premios People en Español | Mejor actriz                | Blanca Soto                    | Ganadora   |
| 2013 | Premios People en Español | Mejor actor                 | Fernando Colunga               | Ganador    |
| 2013 | Premios People en Español | Mejor villana               | Claudia Álvarez                | Nominada   |
| 2013 | Premios People en Español | Mejor villano               | Erick Elías                    | Nominado   |
| 2013 | Premios People en Español | Mejor actriz secundaria     | María Elisa Camargo            | Nominada   |
| 2013 | Premios People en Español | Mejor nuevo talento         | Jeimy Osorio                   | Nominada   |
| 2013 | Premios People en Español | La mejor pareja             | Blanca Soto y Fernando Colunga | Ganadores  |
| 2013 | Premios Juventud          | Chica que me quita el sueño | Blanca Soto                    | Ganadora   |
| 2013 | Premios Juventud          | ¡Esta buenísimo!            | Fernando Colunga               | Nominado   |
| 2013 | Premios Juventud          | Mejor tema novelero         | América Sierra y 3BallMTY      | Nominados  |
| 2014 | Premios TVyNovelas        | Mejor telenovela            | Juan Osorio                    | Nominado   |
| 2014 | Premios TVyNovelas        | Mejor actriz                | Blanca Soto                    | Nominada   |
| 2014 | Premios TVyNovelas        | Mejor villana               | Claudia Álvarez                | Nominada   |
| 2014 | Premios TVyNovelas        | Mejor villano               | Erick Elías                    | Nominado   |
| 2014 | Premios TVyNovelas        | Mejor actriz coestelar      | Kika Édgar                     | Nominada   |
| 2014 | Premios TVyNovelas        | Mejor actor coestelar       | Alejandro Ávila                | Nominado   |
| 2014 | Premios TVyNovelas        | Mejor tema musical          | "El amor manda" por María José | Nominado   |
| 2014 | Premios TVyNovelas        | Mejor dirección de escena   | Jorge Fons                     | Nominado   |

### Premios ASCAP 2014
| Año  | Premio        | Categoría  | Nominados                                        | Resultados |
| ---- | ------------- | ---------- | ------------------------------------------------ | ---------- |
| 2014 | Premios ASCAP | Televisión | Porque el amor manda América Sierra con 3BallMTY | Ganadores  |

### Premios Oye 2013
| Categoría                                                             | Nominado(a)                 | Resultado |
| --------------------------------------------------------------------- | --------------------------- | --------- |
| Mejor Tema de Telenovela, Serie, Obra de Teatro o Película en Español | América Sierra con 3BallMTY | Nominado  |

### TV Adicto Golden Awards
| Año  | Categoría                                     | Telenovela                            | Resultado |
| ---- | --------------------------------------------- | ------------------------------------- | --------- |
| 2012 | Mejor canción                                 | María José, América Sierra y 3BallMTY | Ganadores |
| 2012 | Premio especial a la superación en un actor   | Fernando Colunga                      | Ganador   |
| 2012 | Premio especial a la superación en una actriz | Kika Edgar                            | Ganadora  |
| 2012 | Mejor producción                              | Juan Osorio                           | Ganador   |
| 2012 | Mejor telenovela de corte popular             | Juan Osorio                           | Ganador   |